# Hordain
Hordain è un comune francese di 1 487 abitanti situato nel dipartimento del Nord nella regione dell'Alta Francia.
Gli abitanti sono chiamati: Hordinois.

## Società

### Evoluzione demografica
Abitanti censiti